# Bryobrothera crenulata
Bryobrothera crenulata är en bladmossart som beskrevs av Thériot 1920. Bryobrothera crenulata ingår i släktet Bryobrothera och familjen Hookeriaceae. Inga underarter finns listade i Catalogue of Life.